# Magia nuda
Magia nuda è un film del 1975, diretto da Angelo e Alfredo Castiglioni e Guido Guerrasio.
Il commento del film è affidato allo scrittore Alberto Moravia.